# Sagan (rivière)
Pour les articles homonymes, voir Sagan.
La rivière Sagan est une rivière saisonnière située dans le sud de l'Éthiopie.

## Géographie
Venant des montagnes à l'est du lac Chamo pour s'écouler au sud puis à l'ouest pour rejoindre la rivière Weito, cette rivière définit une partie de la frontière entre la région des nations, nationalités et peuples du Sud et la région Oromia.
L'un des affluents de la rivière Sagan est la rivière Talpeena.